# Lyndon Johnston
Cindy Landry (Hamiota, 4 dicembre 1961) è un ex pattinatore artistico su ghiaccio canadese. Insieme a Cindy Landry nel 1989 ha vinto l'argento ai Campionati mondiali. In precedenza aveva gareggiato con Melinda Kunhegyi e con Denise Benning.

## Palmarès

### Coppie con Kunhegyi
| Internazionali            | Internazionali | Internazionali | Internazionali | Internazionali |
| Evento                    | 1981–82        | 1982–83        | 1983–84        | 1984–85        |
| ------------------------- | -------------- | -------------- | -------------- | -------------- |
| Giochi olimpici invernali |                |                | 12°            |                |
| Campionati mondiali       |                |                |                | 5°             |
| Ennia Cup                 |                |                |                | 2°             |
| Nebelhorn Trophy          | 2°             |                |                |                |
| Prague Skate              | 1°             |                |                |                |
| Skate America             |                |                | 3°             |                |
| St. Gervais International | 1°             |                |                |                |
| St. Ivel International    |                | 2°             |                |                |
| Nazionali                 |                |                |                |                |
| Campionati canadesi       |                |                | 2°             | 2°             |

### Coppie con Benning
| Internazionali            | Internazionali | Internazionali | Internazionali |
| Evento                    | 1985–86        | 1986–87        | 1987–88        |
| ------------------------- | -------------- | -------------- | -------------- |
| Giochi olimpici invernali |                |                | 6°             |
| Campionati mondiali       | 5°             | 5°             | 5°             |
| NHK Trophy                | 3°             |                |                |
| Skate America             |                | 2°             |                |
| Skate Canada              | 3°             | 5°             |                |
| St. Ivel International    |                |                | 1°             |
| Nazionali                 |                |                |                |
| Campionati canadesi       | 2°             | 2°             | 3°             |

### Coppie con Landry
| Internazionali            | Internazionali | Internazionali |
| Evento                    | 1988–89        | 1989–90        |
| ------------------------- | -------------- | -------------- |
| Campionati mondiali       | 2°             | 9°             |
| Nebelhorn Trophy          | 1°             |                |
| Skate Canada              |                | 2°             |
| St. Gervais International | 1°             |                |
| Nazionali                 |                |                |
| Campionati canadesi       | 2°             | 1°             |